# Pleiostachya pruinosa
Pleiostachya pruinosa là một loài thực vật có hoa trong họ Marantaceae. Loài này được (Regel) K.Schum. miêu tả khoa học đầu tiên năm 1902.